# Rudi Thiel
Rudolf „Rudi“ Thiel (* 4. April 1928 in Berlin) ist ein deutscher ehemaliger Sportorganisator.

## Leben
Thiel war als Architekt in der Bauverwaltung des Senats von Berlin tätig. Er war unter anderem der verantwortliche Bauleiter der Neuen Nationalgalerie.
Am 1. März 1943 wurde er Mitglied des TSV Schöneberg, der später in den OSC Berlin überging. Als aktiver Leichtathlet (Mittelstreckenläufer) und Handballer gehörte er zum OSC Berlin, dessen Leichtathletik-Obmann er über vier Jahrzehnte blieb. Beim ISTAF gehörte er ab 1950 zu den Mitarbeitern, ab 1952 war er als Fahrer und Betreuer tätig und von 1968 bis 2000 sorgte er als Sportdirektor über 32 Jahre für die Qualität des internationalen Sportfestes. Er schloss das Sportfest als Mister ISTAF der Serie des internationalen Meetings der IAAF, dann der IAAF Golden League an. Durch den von ihm organisierten Zusammenschluss der großen deutschen Leichtathletikveranstaltungen zu den German Meetings hielt er diese durch gemeinsamen Erfahrungsaustausch konkurrenzfähig. Nach seinem Rückzug aus dem operativen Geschäft der ISTAF wurde er zum Ehrenpräsident gewählt. Für seine Verdienste um Berlin wurde er 1987 mit dem Verdienstorden des Landes Berlin und dem Bundesverdienstkreuz am Bande ausgezeichnet.